# Perinereis falsovariegata
Perinereis falsovariegata är en ringmaskart som beskrevs av Monro 1933. Perinereis falsovariegata ingår i släktet Perinereis och familjen Nereididae. Inga underarter finns listade i Catalogue of Life.